# Catalina de Sajonia-Lauenburgo
Catalina de Sajonia-Lauenburgo (en alemán, Katharina von Sachsen-Lauenburg; Ratzeburgo, 24 de septiembre de 1513-Estocolmo, 23 de septiembre de 1535) fue reina consorte de Suecia de 1531 hasta su muerte como la primera esposa del rey Gustavo I de Suecia. Era hija del duque Magnus I de Sajonia-Lauenburgo y de Catalina de Brunswick-Wolfenbüttel, y hermana de Dorotea de Sajonia-Lauenburgo, reina consorte de Dinamarca.

## Biografía
Catalina era una noble con educación protestante. Al cumplir 18 años, el 24 de septiembre de 1531, se casó con el rey de Suecia, Gustavo I. Con el matrimonio, Gustavo quería unir su descendencia con la antigua dinastía Folkung, de la que Catalina descendía a través de su abuela materna. Además, el rey pretendía vincularse con los príncipes del norte de Alemania. Los deseos de Gustavo se vieron cumplidos cuando en 1533, la reina dio a luz a un hijo varón, Erico. No obstante, el matrimonio sería desafortunado y lleno de conflictos.
La literatura sueca antigua es poco benévola con Catalina. Según textos cercanos a la época, la reina era caprichosa, fría y distante con su marido, además de sentir apatía por Suecia. Según algunos textos, cuando el príncipe Cristián de Dinamarca —cuñado de Catalina— visitó la corte sueca, Catalina le comentó que Gustavo planeaba asesinarlo. 
Poco tiempo después, en un baile en Estocolmo en 1535, cuando la reina se encontraba embarazada por segunda ocasión, se sintió tan mal que tuvo que permanecer en cama los días siguientes. A consecuencia de las complicaciones en el embarazo, la reina murió antes de dar a luz, un día antes de cumplir 22 años. Fue sepultada el 1 de octubre de 1535 en la catedral de Estocolmo, pero sus restos fueron trasladados el 21 de diciembre de 1560 a la catedral de Upsala, junto a los de Gustavo Vasa y los de la segunda esposa de éste, Margarita Eriksdotter, donde se levantaría un fastuoso monumento.
Algunos argumentaron que el propio Gustavo contribuyó a su muerte golpeándola en la cabeza con un bastón, pero las investigaciones del cráneo de Catalina no parecen apoyar esa hipótesis.

## Familia
Casada con Gustavo I de Suecia en 1531, tuvo un único hijo:
- Erico XIV (1533-1577), rey de Suecia.

| Predecesor: Isabel de Austria | Reina consorte de Suecia 24 de septiembre de 1531-23 de septiembre de 1535 | Sucesor: Margarita Eriksdotter |

- Datos: Q236774
- Multimedia: Catherine of Saxe-Lauenburg, Queen of Sweden / Q236774